# Battaglia di Zacatecas (1914)
La battaglia di Zacatecas o anche presa di Zacatecas (Toma de Zacatecas in spagnolo) è un evento della rivoluzione messicana, la battaglia più sanguinosa della campagna per rovesciare il presidente Victoriano Huerta. Il 23 giugno 1914 la División del Norte (Divisione del Nord) guidata da Pancho Villa sconfisse definitivamente le truppe federali del generale Luis Medina Barrón che stavano difendendo la città di Zacatecas. La grande vittoria demoralizzò i sostenitori di Huerta, portando alle sue dimissioni il 15 luglio.

## I precedenti
Zacatecas, all'epoca importante città mineraria di 30 000 abitanti, era un punto strategico importante, uno snodo ferroviario che doveva essere conquistato per avanzare dal nord sulla capitale Città del Messico. Comprendendo questo Huerta mandò a presidiarla uno dei suoi ufficiali migliori, il generale Luis Medina Barrón affiancato dalle forze dall'altro comandante Benjamín Argumedo che diceva di sé stesso "yo nunca tengo miedo", ossia "non ho mai paura") per un totale di circa 12 000 uomini e 11 pezzi di artiglieria.
Nel 1914 l'esercito federale sotto la guida di Huerta era più adeguato al combattimento rispetto a quando era sotto la guida di Porfirio Díaz ma mancava comunque di truppe motivate: i suoi uomini quindi erano inclini alla diserzione. Al contrario le truppe della División del Norte sotto la guida di Pancho Villa erano ben organizzate e preparate sia in artiglieria che in cavalleria.
Venustiano Carranza, il capo della ribellione, era geloso della popolarità di Villa e non voleva dargli la possibilità di entrare a Città del Messico; così gli ordinò di attaccare Saltillo subito dopo la sua vittoria ottenuta a Torreón. Carranza invece scelse il generale Pánfilo Natera che fu sostenuto da Domingo Arrieta León per l'assalto a Zacatecas. Luis Medina Barrón respinse facilmente il suo attacco. Senza autorizzazione Villa decise allora di tentare la sorte con la sua División del Norte di 23 000 uomini.

## La Battaglia
Zacatecas è circondata da alte colline. Luis Medina Barrón il generale huertista piazzò molte delle sue truppe migliori su due di esse, La Bufa e El Grillo, insieme all'artiglieria, per sostenerle. Anche le colline più piccole come Loreto ed El Sierpe erano fortificate.
Villa ordinò al generale Felipe Ángeles, professionista e specialista in artiglieria, di pianificare l'attacco. Ci vollero due giorni. Fu deciso di sfruttare la superiorità numerica per assaltare la città da tutti i lati con l'artiglieria concentrata su La Bufa e El Grillo. Il bombardamento iniziò alle 10 del mattino del 23 giugno: il segnale fu dato da un colpo di cannone. Ángeles la sera prima aveva riposizionato i suoi pezzi d'artiglieria, mimetizzandoli in postazioni vicinissime alle linee difensive del nemico. I soldati di Pancho Villa avanzarono contemporaneamente dai quattro punti cardinali per sgominare le posizioni federali nella Bufa, Cricket, Sierpe, Loreto e la collina della Terra Nera. Quaranta cannoni (28 a nord e 12 a sud) entrarono in azione contemporaneamente per sostenere il dispiegamento della fanteria, che scendeva rapidamente dilagando attraverso le colline che circondavano la città.
L'artiglieria di Ángeles aprì il fuoco contro le fortificazioni dei federali, situate sulle colline. Villa lanciò attacchi di cavalleria e fanteria contro le difese che proteggevano la città. La Division del Norte guadagnava terreno inesorabilmente nonostante il pesante fuoco delle mitragliatrici e contro l'artiglieria ben allineata. Le perdite di Villa furono importanti, ma l'artiglieria di Ángeles attirò deliberatamente il fuoco nemico su sé stessa, in modo che le forze attaccanti, fanteria e cavalleria, potessero avanzare.
Felipe Ángeles dopo la vittoria ebbe a commentarla così: « L'artiglieria intimidisce; quando il cannone tuona, il nemico si nasconde e la nostra artiglieria avanza, e quando il nemico osa alzare la sua testa, ha già la nostra fanteria addosso e lascia in fretta la posizione. ... Che soddisfazione aver raggiunto questa integrazione tre le varie armi! ». Pancho Villa in seguito riferì che lui e il generale Ángeles erano scampati per un pelo alla morte quando un proiettile di un pezzo di artiglieria amico era esploso uccidendo o ferendo tutti i cannonieri.
El Grillo fu preso intorno alle 13:00 mentre la resistenza su La Bufa fu più forte in parte anche perché Barrón era lì ma i suoi soldati furono comunque scoraggiati dalla caduta di El Grillo e anche La Bufa fu presa nel tardo pomeriggio.
Il generale Barrón e i suoi uomini si ritirarono in città. Con la perdita  delle colline settentrionali Zacatecas fu tutta esposta all'artiglieria nemica e al fuoco dei fucili. Scoppiò il panico, perché i difensori si aspettavano che gli uomini di Villa non avrebbero mostrato pietà. Il console britannico riferì che il morale delle truppe che avevano combattuto coraggiosamente fino a quel punto improvvisamente collassò e il caos si impadronì delle strade. La confusione fu accresciuta dall'esplosione di una mina che distrusse la maggior parte di un intero isolato nella città centrale e causò molte vittime civili. I comandanti federali ordinarono un ritiro nella vicina città di Guadalupe, sulla strada per la città di Aguascalientes da cui erano attesi rinforzi. Al contrario trovarono 7000 nuovi soldati nemici che bloccarono loro la strada. I federali furono massacrati.

## Conseguenze
Gli ufficiali federali furono fatti prigionieri e giustiziati, così come gli irregolari colorados (sostenitori di Pascual Orozco, considerati traditori da  Villa). In un incidente poco dopo la caduta di Zacatecas che coinvolse 500 prigionieri tutti i federali dal grado di caporale in su furono schierati e fucilati.
In totale circa 6000 difensori furono uccisi, molti altri furono feriti e solo Barrón e poche centinaia di uomini raggiunsero la salvezza ad Aguascalientes. Circa 700 uomini di  Villa furono uccisi e 1500 feriti. Il numero delle vittime civili rimane ignoto.
Continuò la discordia tra Villa e Carranza che rifiutò di fornire carbone per i treni della División del Norte. Le forze di Villa non riuscirono quindi a spostarsi a sud da Zacatecas e la Divisione del Nord Ovest comandata da Álvaro Obregón guidò l'avanzata su Città del Messico.
La sconfitta di Zacatecas segnò la fine dell'esercito federale messicano come un'istituzione efficace. Huerta fuggì in esilio il 15 luglio. I restanti comandanti federali ordinarono lo scioglimento dell'esercito regolare e dei Rurales (una vecchia forza di polizia) in agosto a seguito dei tentativi falliti di negoziare con le fazioni rivoluzionarie.
| Controllo di autorità | LCCN (EN) sh85149538 · J9U (EN, HE) 987007534267105171 |